# Església de la Sagrada Família de Gaza

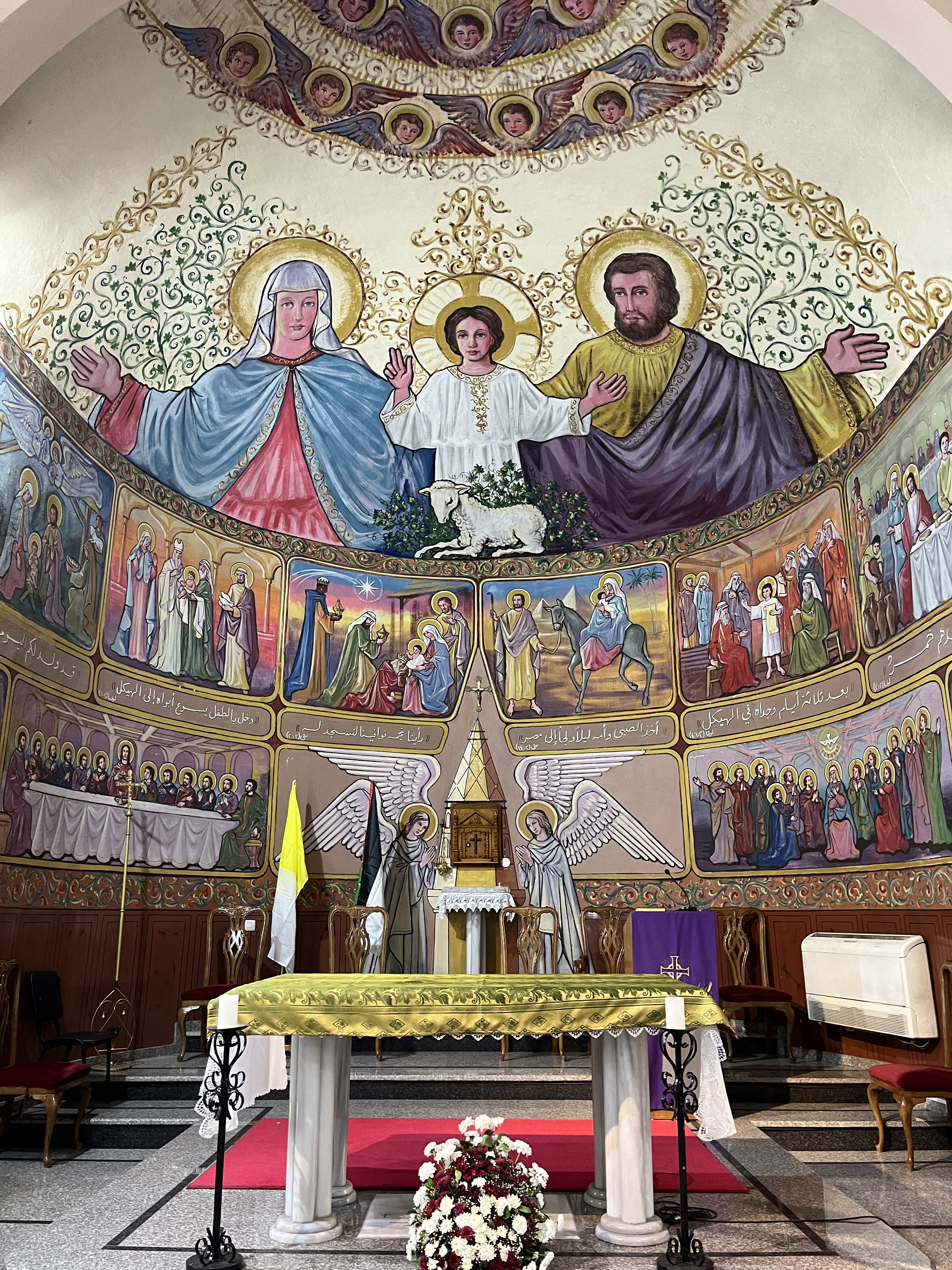
Altar de l'església, 2022

L'Església de la Sagrada Família (àrab: كنيسة العائلة المقدسة, Kanīsat al-ʿÃʾila al-Muqaddasa) de la ciutat de Gaza és una església catòlica de Gaza, Palestina, l'única d'aquest ritu a Gaza, dedicada a la Sagrada Família.
La parròquia inclou una escola que ofereix educació cristiana als nens de Gaza, i treballa en estreta col·laboració amb les congregacions religioses properes de les Missioneres de la Caritat, les Serventes del Senyor i la Mare de Déu de Matará (SSVM, la branca femenina de la Família Religiosa del Verb Encarnat) i les Germanes del Rosari. Les Missioneres de la Caritat cuiden la gent gran i les persones amb discapacitat, i les Germanes del Rosari gestionen una escola. La comunitat està atesa per sacerdots de l'Institut del Verb Encarnat (la branca masculina de la Família Religiosa del Verb Encarnat).
L'església i la seva escola han estat atacades diverses vegades per les Forces de Defensa Israelianes des de l'esclat de la guerra de Gaza el 2023. Els atacs han provocat múltiples morts de cristians palestins i danys a l'església.

## Història

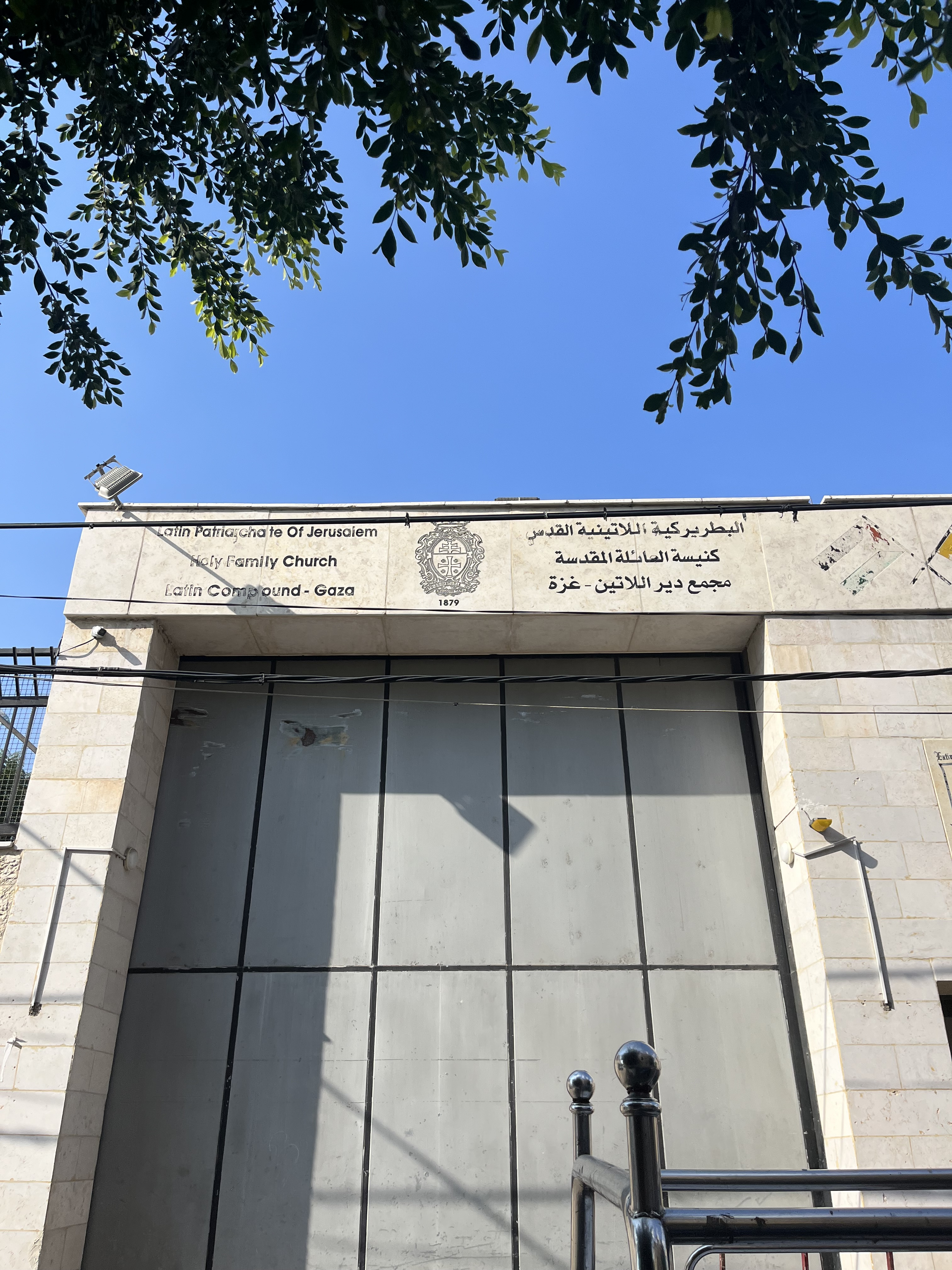
Entrada al recinte de la Sagrada Família, 2022

El 1974, el Patriarcat Llatí de Jerusalem va fundar l'escola de la Sagrada Família, que té més de 1.200 alumnes. L'any 2000, les Germanes del Rosari van fundar una altra escola (de parvulari i primària). Les escoles proporcionen educació als nens independentment de la seva religió, i molts musulmans envien els seus fills a les escoles.
Del 1995 al 2009, Manuel Musallam, un destacat activista pacifista palestí, va ser rector de la comunitat de la Sagrada Família. El 2007, el convent de les Germanes del Rosari va ser saquejat i vandalitzat per autors desconeguts. Quan se li va preguntar sobre les relacions entre musulmans i cristians a Gaza després de l'atac, Musallam va dir que les relacions eren excel·lents i que els musulmans de la comunitat havien promès ajudar a reparar els danys.
Durant la guerra de Gaza del 2014, l'escola parroquial i el despatx del pastor van ser parcialment destruïts per un atac aeri israelià dirigit contra una casa propera.
El 2021, la comunitat catòlica de Gaza estava formada per 133 persones. L'escola de les Germanes del Rosari va ser danyada per un atac aeri israelià durant la crisi israeliana-palestina del 2021.

### Guerra de Gaza (2023-actualitat)
Durant la guerra de Gaza, l'església, l'escola i els convents han acollit diversos centenars de refugiats, incloent-hi famílies cristianes les cases de les quals van ser destruïdes. El 9 d'octubre, el papa Francesc va trucar el rector de la parròquia, Gabriel Romanelli, per pregar per la comunitat cristiana de Gaza. En aquell moment, Romanelli estava atrapat a Betlem i no podia tornar a Gaza a causa de la guerra. El 16 d'octubre, el papa Francesc va trucar a Yusuf Asaad i Nabila Saleh, que treballaven a la Sagrada Família, per oferir més suport als fidels de Gaza. El 4 de novembre, l'escola de les Germanes del Rosari va ser destruïda quan va ser objectiu d'un atac aeri israelià. L'1 de desembre, Romanelli, que encara no podia tornar a Gaza, va informar que 600 persones s'acollien a l'església. També va agrair el suport del papa Francesc i del patriarca Pizzaballa, i va dir que el papa havia trucat diàriament a la parròquia de la Sagrada Família. L'11 de desembre, Ajuda a l'Església Necessitada (ACN) va informar que l'església havia estat danyada per metralla dels atacs aeris israelians, que van destruir panells solars, dipòsits d'aigua i altres edificis del complex parroquial. ACN també va informar que la parròquia s'havia quedat sense combustible, tallant la majoria de les comunicacions. La diputada britànicopalestiana Layla Moran, que té familiars refugiats allà, ha declarat: «Temo que la meva família, assetjada per les forces israelianes en una església a Gaza, no sobreviurà fins a Nadal, entre els franctiradors i la manca d'aigua». Els mitjans de comunicació han informat que al voltant de 650 cristians palestins han utilitzat l'església com a refugi des de l'inici de la guerra.

#### Assassinat de Naheda i Samr Anton
El 16 de desembre del 2023, Naheda i Samr Anton van morir a trets al recinte de l'església. Pierbattista Pizzaballa, del Patriarcat Llatí de Jerusalem, va dir: «Nahida i la seva filla Samar van ser assassinades a trets mentre caminaven cap al Convent de les Germanes. Una va morir quan intentava portar l'altra a un lloc segur. Set persones més van resultar ferides a trets mentre intentaven protegir altres persones dins del recinte de l'església. No es va donar cap avís, no es va proporcionar cap notificació. Van rebre trets a sang freda dins de les instal·lacions de la parròquia, on no hi ha bel·ligerants.» Pizzaballa va dir que el tirador era «un franctirador de les FDI».  L'incident va tenir una àmplia repercussió i fou condemnat per figures de l'església, com el papa Francesc i l'arquebisbe de Westminster, el cardenal Vincent Nichols. L'exèrcit israelià va dir que no havia atacat l'església. Després d'una investigació, les FDI van al·legar que Hamàs havia disparat un RPG des dels voltants de l'església i que els soldats de les FDI havien respost el foc i havien atacat observadors de Hamàs. L'Església Catòlica ha mantingut que no hi havia bel·ligerants palestins a la zona, i el Patriarcat Llatí de Jerusalem va emetre un dur comunicat, afirmant que la dona havia estat «intencionadament atacada» i assassinada «a sang freda».

#### Bombardeig del juliol de 2024
El 7 de juliol de 2024, una bomba israeliana dirigida contra el viceministre de Treball palestí, Ihab al-Ghussein, va impactar contra l'escola catòlica de la Sagrada Família i va matar quatre persones que s'hi refugiaven, inclòs un funcionari. L'atac va ser condemnat pel Patriarcat Llatí de Jerusalem.

#### Bombardeig de juliol de 2025
El 17 de juliol de 2025, tres persones van morir i diverses altres van resultar ferides, inclòs el rector de la parròquia, Gabriel Romanelli, després que les forces israelianes ataquessin l'església. L'atac va ser condemnat posteriorment per la primera ministra d'Itàlia, Giorgia Meloni, afirmant que «els atacs contra la població civil que Israel ha estat duent a terme durant mesos són inacceptables. Cap acció militar pot justificar aquesta actitud.» El papa Lleó XIV va dir que estava «profundament entristit en assabentar-se de la pèrdua de vides i lesions causades per l'atac militar.»